# Saxifraga x byam-groundsii
Saxifraga x byam-groundsii es una planta herbácea de la familia de las saxifragáceas.
Es un híbrido compuesto por las especies Saxifraga aretioides, Saxifraga burseriana y Saxifraga marginata.

## Taxonomía
Saxifraga x byam-groundsii fue descrita por Horny, Soják & Webr y publicado en Skalniky 1981: 114 1981.
Etimología
Saxifraga: nombre genérico que viene del latín saxum, ("piedra") y frangere, ("romper, quebrar"). Estas plantas se llaman así por su capacidad, según los antiguos, de romper las piedras con sus fuertes raíces. Así lo afirmaba Plinio, por ejemplo.
byam-groundsii: epíteto
Cultivares
- Saxifraga x byam-groundsii 'Lenka'